# Wooneun Namja
Wooneun Namja (hangul: 우는 남자) é um filme de ação e suspense sul-coreano escrito e realizado por Lee Jeong-beom. O filme foi lançado na Coreia do Sul em 4 de julho de 2014, e no Brasil será exibido pelo canal Space em 15 de setembro de 2015.

## Elenco
- Jang Dong-gun como Gon
- Kim Min-hee como Mo-gyeong
- Brian Tee como Chaoz
- Kim Hee-won como Byun
- Jun-seong Kim como John Lee
- Jeon Bae-soo como Detetive Jang
- Kim Min-jae como Park
- Lee Young-lan como Ok-soon
- Anthony Dilio como Juan
- Alexander Wraith como Alvaro
- Rich Ting como Asing
- Angela Bullock como Emma
- Kang Ji-woo como Yoo-mi
- Go Woo-rim como Gon
- Kim So-jin como Mi-jin
- Kim Ji-seong como mãe de Gon
- Park Byeong-eun como Ha Yoon-gook
- Kim Won-beom como Park Won-sang
- Byun Yo-han como Song Joon-ki

## Produção
O realizador e argumentista Lee Jeong-beom teve de entrevistar as tropas de forças especiais da  Coreia do Sul e dos Estados Unidos para poder produzir seu argumento.
Jang Dong-gun teve que submeter-se a treinamento físico por quatro meses em uma escola de cinema de ação em Seul e em treinamento de combate nos Estados Unidos.

## Bilheteira
No Tears for the Dead foi lançado na Coreia do Sul em 4 de junho de 2014. Estreou em quinto lugar nas bilheteiras coreanas, com um total de 600,988 entradas. O filme teve um desempenho inferior nas bilheteiras em relação aos grandes sucessos de Hollywood como X-Men: Dias de Um Futuro Esquecido e No Limite do Amanhã.